# Haskell Boggs
Haskell Bus Boggs (* 17. April 1909 in Jones, Oklahoma; † 30. Mai 2003 in Burbank, Kalifornien) war ein US-amerikanischer Kameramann.

## Leben
Boggs begann seine filmische Laufbahn in den 1930er Jahren als Kameraassistent und avancierte während des Zweiten Weltkriegs zum einfachen Kameramann. In dieser Funktion war er an der Fotografie von Fünf Gräber bis Kairo, Eine Lady mit Vergangenheit, Mutterherz, Die Erbin, Die Farm der Besessenen, Stadt im Dunkel und In 80 Tagen um die Welt beteiligt. Nach dem letztgenannten Film stieg Boggs 1956 zum Chefkameramann auf. Er fotografierte zunächst einige B-Filmdramen, in den Jahren 1958 bis 1960 aber auch mehrere Lustspielklamotten mit Jerry Lewis. 
1960 wurde Boggs als Chefkameramann der beliebten Westernserie Bonanza verpflichtet und stand bis 1972 bei 134 Folgen hinter der Kamera. In dieser Zeit freundete er sich eng mit einem der vier Hauptdarsteller, dem Darsteller des Little Joe Michael Landon, an. Dieser bestand bei seinen Folgeprojekten, den Fernsehserien Unsere kleine Farm und Ein Engel auf Erden, auf die Verpflichtung von Boggs. Auch bei Landons letzter Regiearbeit vor seinem Tod, dem 1991 veröffentlichten Film „Weite Reise“, war Boggs Chefkameramann. Die Dokumentation von Landon junior über seinen 1991 gestorbenen Vater, „Michael Landon: Memories with Laughter and Love“ wurde gleichfalls von Boggs fotografiert. Nach dem Versuch einer einmaligen Neuauflage des Bonanza-Mythos mit neuer Besetzung (u. a. die Kinder der einstigen Hauptdarsteller), „Bonanza – Die Rückkehr auf die Ponderosa“, zog sich der 84-jährige Haskell Boggs in den Ruhestand zurück.

## Filmografie
als Chefkameramann
- 1944: Here Come the Waves (zweiter Kameramann)
- 1950: Stadt im Dunkel (Dark City) (zweiter Kameramann)
- 1956: Tag der Entscheidung (The Leather Saint)
- 1957: Die Nacht kennt keine Schatten (Fear Strikes Out)
- 1957: Der Held von Brooklyn (The Delicate Delinquent)
- 1957: Mit dem Satan auf Du (Short Cut to Hell)
- 1957: Reporter der Liebe (Teacher’s Pet)
- 1958: St. Louis Blues
- 1958: Der Babysitter (Rock-a-Bye Baby)
- 1958: I Married a Monster from Outer Space
- 1958: Der Geisha Boy (The Geisha Boy)
- 1959: Keiner verlässt das Schiff! (Don’t Give Up the Ship)
- 1959: The Rebel (Fernsehserie)
- 1960: Aschenblödel (Cinderfella)
- 1960: Hallo Page! (The Bellboy)
- 1960–1972: Bonanza (Fernsehserie)
- 1964: Revolverhelden von Fall River (Young Fury)
- 1973: Double Indemnity
- 1973: Maneater
- 1974–1983: Unsere kleine Farm (Little House on the Prairie, Fernsehserie, 83 Folgen)
- 1987–1989: Ein Engel auf Erden (Highway to Heaven, Fernsehserie, 21 Folgen)
- 1991: Weite Reise (Us)
- 1993: Bonanza – Die Rückkehr auf die Ponderosa (Bonanza: The Return)